# 中島弘貴
中島 弘貴（なかじま ひろき、1988年7月5日 - ）は、日本の男性キックボクサー。東京都八王子市出身。バンゲリングベイ・スピリット所属。元Krush -70kg王者。
閉鎖となったシュートボクセ・アカデミージャパンのエースとして活躍した。

## 来歴
学生時代は野球部に所属。高校入学後、シュートボクセ・アカデミージャパンに入門した。
2006年7月16日、第25回全日本アマチュアシュートボクシング選手権・関東大会の中量級 (-67kg) で優勝を果たした。
2006年9月23日、シュートボクシングでプロデビュー。デビュー以来、4戦4勝4KOを記録。
2007年10月にシュートボクセ・アカデミージャパンが閉鎖となり、バンゲリングベイ・スピリットに移籍した。
2008年11月30日、初参戦となったR.I.S.E.で73KING（ナミキング）に判定勝ち。2Rにキックを出した際に右足の甲を負傷し腫れ上がり、試合後はまともに歩けない状態であった。
2009年3月14日、全日本キックボクシング連盟「Krush.2」のオープニングファイトで影日"ポパイ"和徳と対戦し、KO勝ち。
2009年8月14日、Krushライト級グランプリ2009 〜開幕戦 Round.2〜で堤大輔と対戦し、判定勝ち。
2009年9月22日、Krush 70kg Tournament 2009 〜Road to MAX〜 準決勝で山内裕太郎と対戦し、判定勝ち。
2009年11月2日、Krush 70kg Tournament 2009 〜Road to MAX〜 決勝で廣野祐と対戦し、判定勝ち。優勝を果たすとともにデビュー以来11連勝を決め、K-1 WORLD MAX出場を決めた。
2010年3月27日、K-1 WORLD MAX 2010 〜-70kg Japan Tournament〜に出場。1回戦でTATSUJI、準決勝で日菜太と2試合連続でKO勝ちするも、決勝で長島☆自演乙☆雄一郎にKO負けを喫し、キャリア初黒星となった。
2010年7月5日、K-1 WORLD MAX 2010 〜-70kg World Championship Tournament FINAL16〜でアルバート・クラウスと対戦し、0-3の判定負け。
2010年12月30日、戦極 Soul of Fightでブアカーオ・ポー.プラムックと戦極キックボクシングルールで対戦し、0-3の判定負けを喫した。
2011年5月29日、Krush -70kg初代王座決定トーナメント 〜開幕戦〜でYOSHIと対戦し、3Rに右膝蹴りでKO勝ちを収めた。
2011年7月16日、Krush -70kg初代王座決定トーナメントの準決勝で第2代NJKFスーパーウェルター級王者健太と対戦し、0-2の判定負けを喫した。
2011年9月25日、K-1 WORLD MAX 2011 -70kg Japan Tournament FINALに出場。1回戦で森田崇文と対戦し、0-3の判定負けを喫した。
2012年1月22日、REBELS.10で、欧州最大のキックボクシング団体IT'S SHOWTIMEの日本王座として制定されたSTJ 70kg MAXの初代王座決定戦が行われ、ダニロ・ザノリニと対戦し、5-0の判定勝ちで初代王者に就いた。

## 戦績
| キックボクシング 戦績 | キックボクシング 戦績 | キックボクシング 戦績 | キックボクシング 戦績 | キックボクシング 戦績 | キックボクシング 戦績 | キックボクシング 戦績 |
| --------------------- | --------------------- | --------------------- | --------------------- | --------------------- | --------------------- | --------------------- |
| 21 試合               | (T)KO                 | 判定                  | その他                | 引き分け              | 無効試合              |                       |
| 15 勝                 | 10                    | 5                     | 0                     | 0                     | 0                     |                       |
| 6 敗                  | 1                     | 5                     | 0                     | 0                     | 0                     |                       |

| 勝敗 | 対戦相手                    | 試合結果                              | 大会名                                                                                                 | 開催年月日     |
| ×    | ヘンリー・オプスタル        | 3R終了 判定0-4                        | IT’S SHOWTIME JAPAN countdown-2                                                                        | 2012年7月29日  |
| ○    | ダニロ・ザノリニ            | 5R終了 判定5-0                        | REBELS.10 【STJ 70kg MAX王座決定戦】                                                                   | 2012年1月22日  |
| ×    | 森田崇文                    | 3R終了 判定0-3                        | K-1 WORLD MAX 2011 -70kg Japan Tournament FINAL 【1回戦】                                              | 2011年9月25日  |
| ×    | 健太                        | 3R終了 判定0-2                        | Krush -70kg初代王座決定トーナメント 〜決勝戦〜 【準決勝】                                              | 2011年7月16日  |
| ○    | YOSHI                       | 3R 0:50 KO(右膝蹴り)                  | Krush -70kg初代王座決定トーナメント 〜開幕戦〜 【1回戦】                                               | 2011年5月29日  |
| ×    | ブアカーオ・ポー.プラムック | 3R終了 判定0-3                        | 戦極 Soul of Fight                                                                                     | 2010年12月30日 |
| ×    | アルバート・クラウス        | 3R終了 判定0-3                        | K-1 WORLD MAX 2010 〜-70kg World Championship Tournament FINAL16 / -63kg Japan Tournament FINAL〜      | 2010年7月5日   |
| ×    | 長島☆自演乙☆雄一郎          | 3R 1:58 KO（右フック）                | K-1 WORLD MAX 2010 〜-70kg Japan Tournament〜 【決勝】                                                 | 2010年3月27日  |
| ○    | 日菜太                      | 1R 0:58 KO（右フック）                | K-1 WORLD MAX 2010 〜-70kg Japan Tournament〜 【準決勝】                                               | 2010年3月27日  |
| ○    | TATSUJI                     | 2R 0:43 KO（パンチ連打）              | K-1 WORLD MAX 2010 〜-70kg Japan Tournament〜 【1回戦】                                                | 2010年3月27日  |
| ○    | 廣野祐                      | 3R+延長2R 判定3-0                     | Krushライト級グランプリ2009 〜決勝戦 Final Round〜 【Krush 70kg Tournament 2009 〜Road to MAX〜 決勝】 | 2009年11月2日  |
| ○    | 山内裕太郎                  | 3R終了 判定3-0                        | Krush.4 【Krush 70kg Tournament 2009 〜Road to MAX〜 準決勝】                                          | 2009年9月22日  |
| ○    | 堤大輔                      | 3R+延長R終了 判定3-0                  | Krushライト級グランプリ2009 〜開幕戦 Round.2〜 【スーパーファイト】                                    | 2009年8月14日  |
| ○    | 喜入衆                      | 3R 2:33 TKO（タオル投入）             | 全日本キックボクシング連盟「Krush.3」                                                                  | 2009年5月17日  |
| ○    | 影日"ポパイ"和徳            | 2R 0:41 KO                            | 全日本キックボクシング連盟「Krush.2」 【オープニングファイト】                                         | 2009年3月14日  |
| ○    | 73KING                      | 3R終了 判定3-0                        | R.I.S.E. 51                                                                                            | 2008年11月30日 |
| ○    | KOUHEI                      | 1R 1:07 KO                            | THE SMOKER'S HALLOWEEN                                                                                 | 2008年10月31日 |
| ○    | 塚本拓生                    | 2R 0:30 TKO（タオル投入）             | SHOOT BOXING BATTLE SUMMIT GROUND ZERO TOKYO 2007 【オープニングマッチ】                               | 2007年10月28日 |
| ○    | 松本賢治                    | 2R 2:49 KO（左フック）                | SHOOT BOXING 2007 無双〜MU-SO〜 其の四                                                                 | 2007年9月30日  |
| ○    | 菱田剛気                    | 1R 1:18 KO（3ノックダウン：右フック） | SHOOT BOXING 2007 無双〜MU-SO〜 其の参                                                                 | 2007年7月28日  |
| ○    | 野畑圭介                    | 2R 1:20 KO（膝蹴り）                  | SHOOT BOXING 2006 NEO ΟΡΘΡΟΖ Series 5th                                                                | 2006年9月23日  |

## 獲得タイトル
- Krush 70kg Tournament 2009 優勝
- K-1 WORLD MAX 2010 〜-70kg Japan Tournament〜 準優勝
- 初代STJ 70kg MAX王座
- 第3代Krush -70kg王座

### 戦績等
- K-1 選手データ
- K-1 選手データ（旧） - ウェイバックマシン（2011年9月9日アーカイブ分）
- SRC 選手データ - ウェイバックマシン（2010年12月7日アーカイブ分）